# Добрянка (Кировоградская область)
Добря́нка (укр. Добрянка) — село в Ольшанской поселковой общине Голованевского района Кировоградской области Украины.
До 2020 года входило в Ольшанский район
Население по переписи 2001 года составляло 1307 человек. Почтовый индекс — 26612. Телефонный код — 5250. Код КОАТУУ — 3524380801.
В селе похоронен Герой Советского Союза подполковник Николай Зайковский, погибший в бою. В Добрянке имеется музей его памяти, установлен бюст.